# Bubblegum pop
Bubblegum pop (também conhecido como música chiclete, música bubblegum ou simplesmente bubblegum) é um subgênero da música pop com um som animado e cativante, criado e comercializado para atrair pré-adolescentes e adolescentes. Em seu período clássico, que decorreu de 1967 a 1972, o bubblegum era geralmente produzido em um processo de linha de montagem, impulsionado por produtores musicais e muitas vezes usando cantores desconhecidos. Após o fim de sua popularidade em 1972, o estilo teve uma segunda onda, que ocorreu entre 1974 e 1977, quando a música disco se tornou bastante popular e o punk rock emergiu.
O gênero era predominantemente um fenômeno de singles (canções soltas) em vez de álbuns completos. Como muitos artistas foram fabricados no estúdio usando músicos de sessão, um grande número de canções de bubblegum foram feitas por one-hit wonders (artistas que só conseguem um único grande hit em suas carreiras). Entre os artistas mais conhecidos da "Era de Ouro" do bubblegum pop, estão 1910 Fruitgum Company, The Ohio Express e The Archies, um grupo animado que teve a canção de bubblegum mais bem sucedida da história, "Sugar, Sugar", que se tornou número um na parada da revista Billboard em 1969. O cantor Tommy Roe, possivelmente, teve os maiores sucessos de bubblegum de qualquer artista durante esse período, principalmente "Dizzy", de 1969.
De acordo com o AllMusic, o bubblegum é um estilo de música pop leve e cativante que foi uma força comercial significativa no final dos anos 60 e início dos anos 70. O bubblegum pop foi alvo de uma audiência de pré-adolescentes cujos irmãos mais velhos haviam sido criados no rock and roll. Era simples, melódico e leve como uma pena - nem a letra ou a música tinham muita profundidade. Bubblegum era uma música fabricada, criada por produtores musicais que frequentemente contratavam músicos de sessão para tocar e cantar as músicas. Frequentemente, os músicos da sessão recebiam um nome falso de banda para dar a ilusão de que eles eram um grupo real. Com exceção de artistas como Partridge Family e Tommy Roe, a maioria dos grupos de bubblegum eram one-hit wonders. Devido a isso, o gênero também teve uma vida curta, com duração de aproximadamente cinco anos. À medida que os fãs de bubblegum pré-adolescente cresciam, eles deixaram o estilo para trás. No entanto, o gênero teve um legado surpreendentemente longo, como por exemplo músicos que cresceram ouvindo bubblegum e que criaram músicas que refletiam a simplicidade ensolarada e cativante do gênero.
Kim Cooper descreveu o bubblegum em seu livro Bubblegum music Is the Naked Truth como sendo "1. a era clássica do bubblegum de 1967 a 1972; 2. música pop descartável; 3. música pop artificial e comercializada para atrair
pré-adolescentes; 4. música pop produzida em um processo de linha de montagem, conduzido pelos
produtores e usando cantores desconhecidos; 5. música pop com esse som intangível e animado de bubblegum."

## Características
O bubblegum é um gênero de música pop com um som otimista inventado e comercializado para os adolescentes e pré-adolescentes, que pode ser produzido em um processo de linha de montagem, impulsionado pelos produtores e, muitas vezes usando cantores desconhecidos. As músicas têm tipicamente coros, temas aparentemente infantis e uma inocência artificial, de vez em quando combinados com uma corrente de duplo sentido sexual. As canções de gênero bubblegum também são definidos como tendo uma melodia cativante, acordes simples, harmonias simples, dançante (mas não necessariamente dançante) "ganchos" repetitivos e um refrão com vozes multiplicadas. As letras das canções muitas vezes se referem ao amor, mas muitas vezes são sobre apenas sentir-se bem ou ser feliz, com referências a luz do sol, amar uns aos outros, brinquedos, cores, palavras sem sentido, etc. Também são notáveis suas referências frequentes à alimentos açucarados, incluindo o açúcar, mel, manteiga, geleia e marmelada. The Archies, The Banana Splits, The Jackson 5, The Monkees, Bobby Sherman, Josie and the Pussycats, H.R. Pufnstuf e outros artistas foram incluídos nas costas de caixas de cereais no final dos anos 1960 e início dos anos 1970, enquanto os atos, incluindo o Brady Bunch tinham suas próprias marcas de gomas de mascar, como resultado de acordos de licenciamento com as redes de televisão e gravadoras.

## História
Os produtores Kasenetz e Katz são apontados como "criadores" do gênero.
Grande parte das bandas de bubblegum gerou apenas um único sucesso em suas curtas carreiras, exceto por artistas como The Partridge Family e Tommy Roe.
Jerry Kasenetz e Jeff Katz conseguiram perceber o quanto esses artistas conseguiriam vender. Eles se conheceram na Universidade do Arizona, onde Kasenetz era técnico do time de futebol americano. Após deixar os estudos, Katz recebeu um telefonema de Kasenetz, convidando-o para produzir algo na área musical. Pouco depois Kasenetz se mudou para Nova Iorque e, então, a dupla começou a gerenciar bandas de garagem que tocavam nos clubes do bairro de Greenwich Village.
Foi quando um grupo local, o Palace Guards, assinou com a Mercury Records e lançou um single. Os produtores não gostaram do resultado e resolveram por a mão na massa para produzir algo mais interessante.
O primeiro trabalho de Kasenetz e Katz foi ao lançamento do grupo The Music Explosion's, na Laurie Records, que faturou com o sucesso de "Little bit o' Soul". Em seguida, a dupla ingressou na Buddah Records, o maior selo de todos os tempos no campo do bubblegum. Na época, a gravadora era presidida por Neil Bogart, que ficou mais famoso pela produção de grupos como Kiss e Village People do que com o próprio bubblegum.

### Buddah Records
A Buddah Records nasceu do selo Kama Sutra, em 1965. No entanto, sua produção bubblegum começou justamente com a entrada de Kasenetz e Katz na produção. A máquina de produzir bubblegum começou a todo vapor com o lançamento do hit "Yummy, Yummy, Yummy" do grupo Ohio Express. O single vendeu cerca de um milhão de cópias no começo de 1968. O vocal anasalado de Joey Levine, vocalista e compositor da banda, junto com a fórmula de composições simples, curtas e cruas, eram a marca do bubblegum. O vocalista também foi responsável por outros hits da banda, como "Sweeter Than Sugar", "Mercy" e "Down at Lu-Lu's". Outros sucessos da Buddah incluem "Chewy Chewy" do Ohio Express e "Simon Says" do The 1910 Fruitgum Co.

### Hanna-Barbera
A Buddah andava muito bem e o estilo explodia no mundo. Bandas não paravam de surgir, como Tommy Jammes and the Shondells, Tommy Roe, Kasenetz and Katz Singing Orchestral Circus, Crazy Elephant, Sweet, Sugar Bears e Fun & Games entre outras. Nesse momento o bubblegum começou a tomar outro rumo.
Diversos grupos começaram a se tornar mais um produto de entretenimento infantil para a televisão do propriamente bandas em si. Em muitas manhãs dos anos 1960 e 1970, os estúdios Hanna-Barbera transformaram grupos como The Archies, The Banana Splits, The Partridge Family e Josie and the Pussycats em histórias em quadrinhos, desenhos animados e até mesmo em filmes.
Outro caso de um grupo fabricado para a televisão foi o The Monkees. Eles foram formados em 1965 em Los Angeles para a criação de uma série de televisão homônima. Em 1967, o grupo já havia vendido milhões de singles, enquanto seus integrantes eram atores e não sabiam tocar um simples acorde.
As composições tocadas nas séries eram obras de músicos e compositores como Tommy Boyce, Bobby Hart, Carole King, Gerry Gofin e Neil Diamond. Com isso, os grupos já não existiam mais fora do estúdio e o ritmo ficou associado à falsidade. Toda uma geração de pré-adolescentes e adolescentes crescia. O espírito bubblegum acabou se perdendo, e ganhava força a psicodelia dos anos 1970.

### O "novo" bubblegum
Grupos como o The Who e o The Kinks evidenciam a passagem da simplicidade para a psicodelia nos seus trabalhos. Fãs de bubblegum e do mod dos anos 1960 consideram que os trabalhos mais interessantes da banda são da fase de 1965 a 1967. O mesmo vale para os tempos do Kinks, de 1964 a 1968. Foi assim, em 1972, com a perda da credibilidade da simplicidade, que o bubblegum original chegou ao seu fim. Kasenetz e Katz ainda trabalharam em alguns outros projetos, mas nunca mais conseguiram o mesmo sucesso nas suas carreiras.

### Ramones
Na década de 1970, o experimentalismo levou o virtuosismo ao extremo. A reação a toda essa complexidade musical veio de Nova Iorque, por volta de 1974. Rapazes do Queens, subúrbio da cidade, com jaquetas de couro, cabelos de cuia e calças jeans rasgadas montaram a banda Ramones. Com Jeff Hyman no vocal, John Cummings na guitarra e Douglas Colvin no baixo e Tomas Erdelyi na bateria, o quarteto começou a fazer versões em de seus grupos preferidos (consagrando-se inicialmente as músicas: California Sun, Let's Dance, Surfin' Bird, Do You Wanna Dance, entre outras). No entanto, não demorou muito para a banda partir para um repertório próprio. E assim, rudimentares e cheias de energia, as canções dos Ramones ganharam consistência e uma identidade própria.
O clima e a atmosfera eram parecidos com o do bubblegum dos anos 1960. A influência do "bubblegum" ficou clara em "Subterranean jungle", onde aparecem versões para "Little Bit o'Soul", do Music Explosion's, e "Indian giver" do 1910 Fruitgum Co.
E a influência do bubblegum não se restringiu apenas aos Ramones. Uma das primeiras canções que o Talking Heads tocou foi justamente " 1-2-3 Red Light", do 1910 Fruitgum Co. Nos anos 1980 surgem bandas influenciadas pelos Ramones. Grande parte seguiu essa linha do punk rock bubblegum.[carece de fontes?]

### The Queers
Em New Hampshire, 1982, nasceu uma banda misturava a sujeira e as drogas do glam rock com um punk rock furioso no quintal de casa. Nascia a primeira formação do The Queers ainda com Wimpy nos vocais e Joe Queer apenas como guitarrista. Com a saída de Wimpy, Joe assumiu os vocais e as influências se modificaram um pouco. O som ganhou toques da surf music dos Beach Boys, do bubblegum dos anos 1960, dos três acordes típicos do Ramones e do hardcore punk dos anos 1980, de bandas como Black Flag e Angry Samoans.[carece de fontes?]
Tal som foi definido com a formação clássica da banda, com Hugh O'Neill na bateria e B-Face (atual Groovie Ghoulies) no baixo, liderados por Joe King na guitarra e vocais. Com esse time, os Queers se tornaram uma das principais bandas de punk rock bubblegum, sendo uma das poucas bandas a tocar, ainda hoje, um som que lembra o som da década de 1960. Não por acaso, a banda gravou sons como "Mirage", de Tommy Jammes and the Shondells, e, recentemente, "Chewy Chewy", do Ohio Express, no split com a banda italiana The Manges, lançado em 2003.[carece de fontes?]

### Mr. T Experience
Em meados dos anos 1980 surgiu também uma outra banda que e atreveu a gravar um cover de um bubblegum dos anos 1960. Surpreendentemente, o Mr. T Experience registrou um som dos Monkees. Formada em Berkeley, Califórnia em 1986, a banda firmou sua marca fazendo um rock and roll mesclado com punk rock, além de outras fontes como Swell Maps e Television Personalities. A banda já mudou diversas vezes de formação. Chegou a ter até mesmo um tecladista. Erik. Dr. Frank (vocal e guitarra) é o único remanescente da primeira formação do grupo.[carece de fontes?]

### Screeching Weasel
Outro ídolo dessa geração é Ben Foster, vocalista do Screeching Weasel. Formado em 1986, após um concerto dos Ramones, o grupo começou também na linha dos grupos da época, fazendo um som como o do Circle Jerks, de Angry Samoans, Black Flag, Adrenalin O.D, entre outros. Como a maior parte das bandas de punk rock bubblegum da sua geração, o Screeching Weasel lançou seus principais trabalhos pela Lookout Records, o selo mais conhecido do segmento. Foram aproximadamente nove álbuns pelo selo de Berkeley, dois pela Fat Wreck Records e ouros vários splits e compilações gravados nos mais de quinze anos da banda. O Screeching Weasel chegou a lançar um disco exclusivamente com temas dos Ramones, chamado "Beat is on the brat". Outros seguiram a mesma linha: "Rocket to Russia" (The Queers), "Road to Ruin" (Mr. T Experience e "Leave Home" (Vindictives).[carece de fontes?]
A banda acabou em 2000. De todo modo, seus integrantes deram origem a várias outras bandas, como o Methadones e o Riverdales, uma banda com influência pura de Ramones, que lançou, em 2003, "Phase three", o terceiro trabalho.[carece de fontes?]

### AKB48
Dentre toda a estrutura (e história) do bubblegum pop, rock e o euro (dance), eis que desde 2005, o maior grupo pop do mundo revive todo o bubblegum na maioria de suas músicas. O conceito melódico do AKB48 ultrapassa a linha do Jpop tradicional e funde-se, seja em melodias com um toque rock e refrões chicletes em singles como Heavy Rotation e GIVE ME FIVE!, ou então em músicas quase que pueris como Yasai Sisters e Yasai Uranai [carece de fontes?]
O que difere o AKB48 dos demais grupos de Jpop é justamente o fato do bubblegum estar presente na maioria de suas músicas, levando o gênero novamente ao Japão, em uma mescla que vem dando resultado mais que positivo. Se o AKB48 puxa o lado bubblegum pop, o seu grupo-irmã de Osaka (NMB48) exagera no irmão europeu do gênero, com letras mais "quentes" e sensuais, em comparação com grupos e cantores(as) como Vengaboys e Lene Alexandra.
Seu último single lançado, o 26º em Junho de 2012, intitulado "Manatsu no Sounds Good" é uma mescla mais avançada, do pop japonês com um bubblegum dance, evidente tanto na batida da música como no cenário e na coreografia.